# Дружествени острови
Дружествените острови или Острови общество (на френски: Îles de la Société, на таитянски: Tōtaiete mā) са островна група в Тихия океан, владение на Франция, в отвъдморската територия Френска Полинезия.
Най-голям остров е Таити, където живеят около 70% от цялото население на архипелага и се намира главния град на владението – административен център и пристанище Папеете. Площта им е 1665 km². Населението е 242 726 души (2017 г.). На островите живеят мнозинството от жителите на Френска Полинезия.

## География
Състоят се от 7 острова и 7 атола подразделени на две групи: Наветрени острови (Ил дьо Ван, 4 острова и един атол) – Маиао, Мехетиа, Муреа, Таити и Тетиароа и Подветрени острови (Ил су ле Ван, 3 острова и 6 атола) – Бора Бора, Мануае, Маупити, Маупихаа, Моту Оне, Раиатеа, Тахаа, Тупаи и Хуахине (виж таблицата по-долу). Цялата островна група се простира между 15°49′ и 17°52′ ю.ш. и между 148°04′ и 154°42′ з.д. Повечето от островите са с вулканичен произход и са обкръжени от коралови рифове. Максималната височина е връх Орохена (2241 m) на остров Таити. Климатът е тропичен, морски със средни месечни температури от 20° до 26°С и годишна сума на валежите 1500 – 2500 mm. Покрити са с влажни тропични гори. Икономически островите са най-важни от петте архипелага съставящи Френска Полинезия. Основни селскостопански отрасли са отглеждането на кокосови палми, захарна тръстика, банани, цитруси, ананаси, ванилия, кафе, памук.

## История
Първият европеец достигнал до Дружествените острови е холандският мореплавател Якоб Рогевен, който на 6 юни 1722 г. открива атолите Бора Бора и Маупити, но по погрешка ги причислява към откритите през 1616 г. от Вилем Схаутен и Якоб Лемер острови Тонга. След това островите са дооткрити от английските мореплаватели Самюъл Уолис и Джеймс Кук. До 1880 г. на островите съществува полинезийското Кралство Таити. От 1842 г. до 1880 г. островите са под френски протекторат, а след това – колония на Франция.
| Название на остров или атол (алтернативно название)           | Площ км2 | Население (2007 г.) | Координати                                                      | Откривател (година на откриване)                                                                            |
| ------------------------------------------------------------- | -------- | ------------------- | --------------------------------------------------------------- | --- |
| атол Бора Бора (Bora Bora)                                    | 38       | 8927                | 16°30′ ю. ш. 151°44′ з. д. / 16.5° ю. ш. 151.733333° з. д.      | Якоб Рогевен (6 юни 1722 г.), Самюъл Уолис (юни 1767 г., вторично), Джеймс Кук (9 август 1769 г., третично) |
| остров Маиао (Тубуаи Ману) (Maiao, Tubuai Manu)               | 9        | 299                 | 17°39′ ю. ш. 150°38′ з. д. / 17.65° ю. ш. 150.633333° з. д.     | Самюъл Уолис (18 юни 1767 г.)                                                                               |
| атол Мануае (Фенуа Ура) (Manuae, Fenua Ura)                   | 3,5      | 40                  | 16°31′ ю. ш. 154°42′ з. д. / 16.516667° ю. ш. 154.7° з. д.      | Самюъл Уолис (юни 1767 г.)                                                                                  |
| атол Маупити (Maupiti)                                        | 13,5     | 1231                | 16°26′ ю. ш. 152°15′ з. д. / 16.433333° ю. ш. 152.25° з. д.     | Якоб Рогевен (6 юни 1722 г.), Джеймс Кук (30 юли 1769 г., вторично)                                         |
| атол Маупихаа (Мопихаа, Мопелиа) (Maupihaa, Mopihaa, Mopelia) | 2,6      | 15                  | 16°48′ ю. ш. 153°57′ з. д. / 16.8° ю. ш. 153.95° з. д.          | Самюъл Уолис (юни 1767 г.)                                                                                  |
| остров Мехетиа (Меетиа) (Mehetia, Meetia)                     | 2,3      | необитаем           | 17°52′ ю. ш. 148°04′ з. д. / 17.866667° ю. ш. 148.066667° з. д. | Самюъл Уолис (17 юни 1767 г.), Луи Антоан дьо Бугенвил (април 1768 г., вторично)                            |
| остров Муреа (Mo'orea)                                        | 134      | 16 191              | 17°30′ ю. ш. 149°50′ з. д. / 17.5° ю. ш. 149.833333° з. д.      | Самюъл Уолис (юни 1767 г.)                                                                                  |
| атол Моту Оне (Белингсхаузен) (Motu One, Bellingshausen)      | 3        | необитаем           | 15°49′ ю. ш. 154°30′ з. д. / 15.816667° ю. ш. 154.5° з. д.      | Ото Коцебу (17 април 1824 г.)                                                                               |
| остров Раиатеа (Raiatea)                                      | 238      | 12 024              | 16°44′ ю. ш. 151°27′ з. д. / 16.733333° ю. ш. 151.45° з. д.     | Самюъл Уолис (юни 1767 г.), Джеймс Кук (юли 1769 г., вторично)                                              |
| остров Таити (Tahiti)                                         | 1042     | 178 133             | 17°37′ ю. ш. 149°26′ з. д. / 17.616667° ю. ш. 149.433333° з. д. | Самюъл Уолис (18 юни 1767 г.)                                                                               |
| остров Тахаа (Tahaa)                                          | 88       | 5003                | 16°37′ ю. ш. 151°30′ з. д. / 16.616667° ю. ш. 151.5° з. д.      | Самюъл Уолис (юни 1767 г.), Джеймс Кук (юли 1769 г., вторично)                                              |
| атол Тетиароа (Tetiaroa)                                      | 6        | 50                  | 17°00′ ю. ш. 149°34′ з. д. / 17° ю. ш. 149.566667° з. д.        | бунтовници от кораба „Баунти“ (1789 г.)                                                                     |
| атол Тупаи (Моту Ити) (Tupai, Motu Iti)                       | 11       | необитаем           | 16°17′ ю. ш. 151°49′ з. д. / 16.283333° ю. ш. 151.816667° з. д. | Самюъл Уолис (юни 1767 г.)                                                                                  |
| остров Хуахине (Huahine)                                      | 74       | 5999                | 16°44′ ю. ш. 151°00′ з. д. / 16.733333° ю. ш. 151° з. д.        | Самюъл Уолис (юни 1767 г.), Джеймс Кук (16 юли 1769 г., вторично)                                           |